# Анастасія Трофімова
Анастасі́я Темерха́нівна Трофи́мова (Трофімова) (рос. Анастасия Темерхановна Трофимова, англ. Anastasia Trofimova, народилася 17 лютого 1987 р.) — російсько-канадська режисерка документальних фільмів, продюсерка та операторка. Зняла фільми на воєнну тематику на окупованих землях Україні, а також в Іраку, Сирії та Демократичній Республіці Конго, такі як «Росіяни на війні», «Її війна: Жінки проти ІДІЛ», «Жертви ІДІЛ», «Дорога в Ракку», «Конго, дороге моє» та ін. Більшість її фільмів була знята для російського державного каналу RT Documentary.
Фільм «Росіяни на війні» спричинив масові протести української громади в Канаді, яка була обурена «відбілюванням» окупаційних військ та незаконним перебуванням режисерки на землі України серед окупантів.

## Біографія
Вільно володіючи англійською, російською та арабською мовами на середньому рівні, Трофімова здобула ступінь бакалавра з комунікацій, культури та інформаційних технологій в Університеті Торонто та ступінь магістра з міжнародних відносин в Університеті Амстердама.
Працювала в російській пропагандистській корпорації Russia Today і в цій ролі перебувала на Близькому Сході, де зняла свої перші документальні фільми. Згідно з відомостями сайту «Миротворець», була акредитована в так званій ДНР як журналістка, найпізніше з 2015 року. У грудні 2014 р. А. Трофімова подорожує з Донецька потягом разом із доктором Глінкою, яка займалася незаконним вивезенням українських дітей з окупованих територій (на світлинах у репортажах «Комсомольської правди» та «Першого каналу» вона знаходиться позаду Глинки).
У 2023 р., перебуваючи кілька місяців у російській військовій частині на окупованій Донеччині, зняла пропагандистський фільм «Росіяни на війні», який у 2024 р. презентовано на Венеціанському кінофестивалі, а потім на Торонтському кінофестивалі. Остання подія спричинила масові протести української громади Канади, що призвело до зняття фільму з відеоканалу TVO. Проте керівництво фестивалю, хоча й зняло фільм з фестивальної програми 13 вересня 2024 р., вирішило показати його наступного тижня поза програмою.

## Фільмографія

### Фільмографія
- Її війна: жінки проти ІДІЛ (2015)
- Дорога у Ракку (2017)
- Дорогоцінне Конго (2017)
- Будинок врятованих дітей містера Хішама (2018)
- Ангели Мили (2021)
- Росіяни на війні (2023)

## Нагороди
Лауреатка премії Canada Screen Award за «Найкраще дослідження» за фільм HBO «Історії з торгівлі органами». Вона була номінована на Canada Screen Award за «Найкраще візуальне дослідження» за фільм Adobe Productions International/White Pine «Ice-Breaker: the '72 Summit Series». Вона п'ять разів була суддею премії «Еммі» в галузі новин і документальних фільмів.